# Mat McBriar
Met McBriar (ur. 8 lipca 1979 w Melbourne) – australijski zawodnik futbolu amerykańskiego, grający na pozycji puntera. W rozgrywkach akademickich NCAA występował w drużynie Uniwersytetu Hawaje.
W roku 2003 przystąpił do draftu NFL. Nie został wybrany przez żadną z drużyn. Przed sezonem 2003 brał udział w treningach z drużynami Denver Broncos oraz Seattle Seahawks, jednak nie podpisał kontraktu z żadną z nich. Następnie związał się z Dallas Cowboys. W barwach tej drużyny występował do sezonu 2011. Od kolejnego roku reprezentuje drużynę Philadelphia Eagles. 25 marca 2013 roku został zwolniony przez drużynę Eagles. Od tamtej pory pozostaje wolnym agentem.
Dwukrotnie został wybrany do meczu gwiazd Pro Bowl oraz do najlepszej drużyny ligi All-Pro (2006, 2010).